# Represa del Quimbo
El Proyecto Hidroeléctrico El Quimbo construido por Emgesa, empresa del conglomerado internacional Enel, se encuentra localizado al sur del departamento del Huila en Colombia, entre las Cordilleras Central y Oriental, a 69 km aproximadamente al sur de la ciudad de Neiva por la carretera pavimentada que de Neiva conduce a Gigante. Está localizado a unos 1.300 m aguas arriba de la confluencia del río Páez con el río Magdalena. Sus obras fueron oficialmente inauguradas el 25 de febrero de 2011.
El proyecto será un aprovechamiento a pie de presa con capacidad instalada de 400 MW, con la cual se estima que se puede lograr una generación media de energía de 2.216 GWh/año, con un embalse que tendrá un volumen útil de 1.824 hm³ y un área inundada de 8.250 ha.
En el 2008, el Ministerio de Minas y Energía anunció la asignación del Proyecto Hidroeléctrico El Quimbo con el objetivo de abastecer la demanda energética que el país requiere a futuro. Esto se logró después de concluir el proceso de Asignación de Obligaciones de Energía Firme, en el cual participaron los proyectos que entrarán en operación entre diciembre de 2013 y noviembre de 2014.

## Daño socioecosistémico

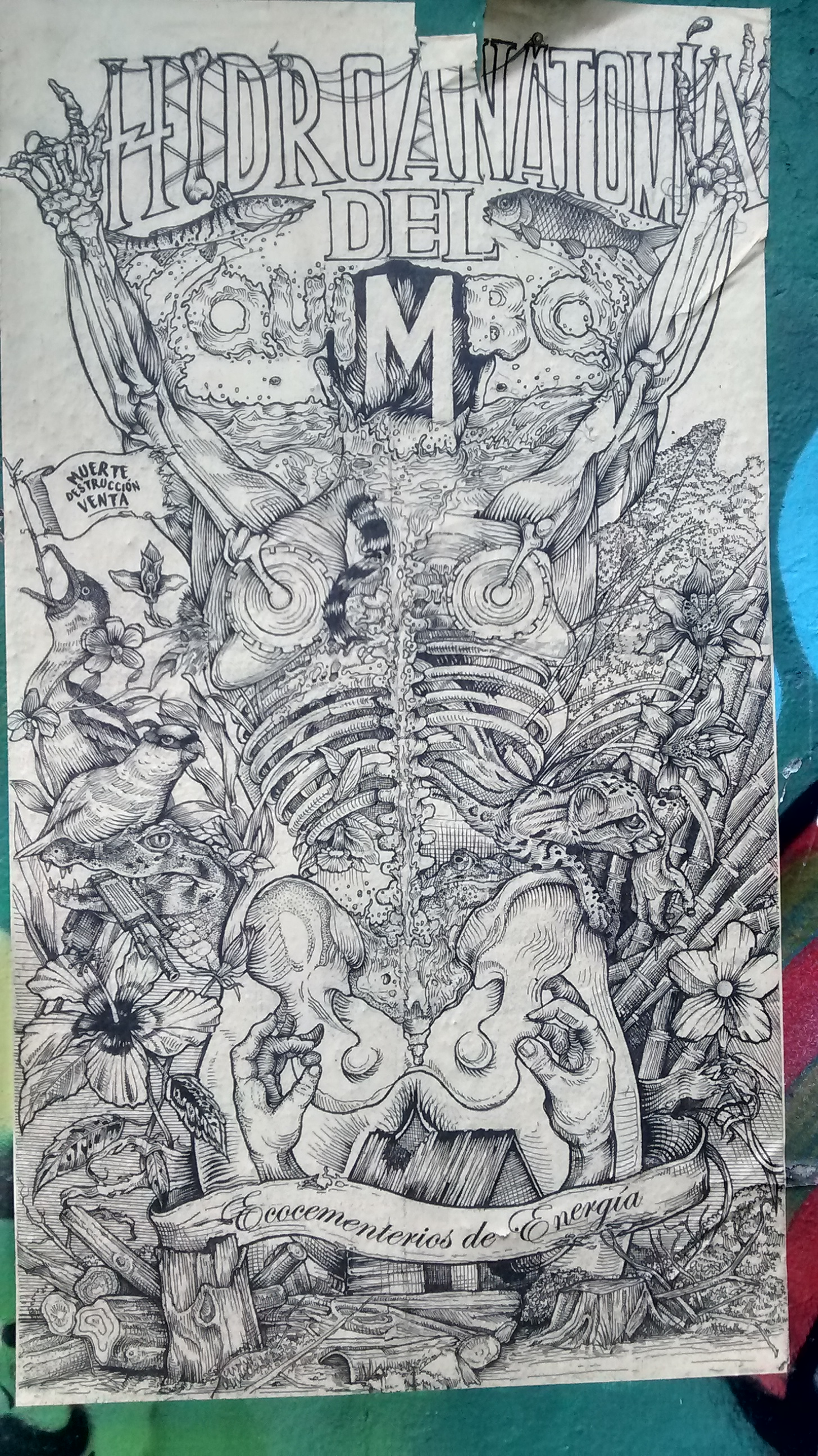
Hidroanatomía del Quimbo - Ecocementerios de energía.

De las hidroeléctricas que se construyen ahora en el Huila, la de El Quimbo es uno de los proyectos hidroeléctricos más grandes, siendo de los que ha afectado el ecosistema natural en mayor medida al afectar el cauce del río Magdalena, deforestando más de 5000 hectáreas de bosque, desplazando especies de fauna nativa, desplazando pueblos enteros y con esto afectando directamente sus formas de vida. Ante esto,  varias organizaciones se han plantado para ofrecer una resistencia a los proyectos megahidroeléctricos que devastan la región sudamericana.